# Ayr, Queensland
Ayr är en ort i Australien. Den ligger i kommunen Burdekin Shire och delstaten Queensland, omkring 1 000 kilometer nordväst om delstatshuvudstaden Brisbane.
Runt Ayr är det mycket glesbefolkat, med 4 invånare per kvadratkilometer.. Ayr är det största samhället i trakten.
Omgivningarna runt Ayr är huvudsakligen savann. Genomsnittlig årsnederbörd är 1 014 millimeter. Den regnigaste månaden är mars, med i genomsnitt 238 mm nederbörd, och den torraste är september, med 1 mm nederbörd.